# Floyd Womack
Floyd Seneca Womack, detto Pork Chop (Cleveland, 15 novembre 1978), è un ex giocatore di football americano statunitense che ha militato nel ruolo di guardia nella National Football League (NFL).

## Carriera
Al college Womack giocò a football a Mississippi State. Fu scelto nel corso del quarto giro (128º assoluto) del Draft NFL 2001 dai Seattle Seahawks. Vi giocò per 91 partite (47 come titolare) fino al 2008, raggiungendo il Super Bowl XL nel 2005, perso contro i Pittsburgh Steelers. Nel 2009 e 2010 fece parte dei Cleveland Browns, dove fu stabilmente titolare. Chiuse la carriera nel 2011 con gli Arizona Cardinals senza mai scendere in campo.

## Palmarès
- National Football Conference Championship: 1

Seattle Seahawks: 2005